# リュドヴィカス・シムティス
リュドヴィカス・シムティス（Liudvikas Simutis、1935年8月27日 - 2014年11月4日）は、リトアニアの政治家。

## 経歴
1935年8月27日、リトアニア、テルシェイ郡の農家に生まれる。両親は4.5haの農地を持つ地主で、様々な手工業にも携わっていた。1941年、父はソヴィエト当局により迫害を受ける。リュドヴィカス自身はリトアニアの独立のために戦うパルチザンとなった。1955年、リトアニアの独立運動に関与したことを理由にチェーカーに逮捕され、銃殺刑が言い渡される。その後、25年の懲役刑に減刑され、1977年まで服役した。服役後は反ソ地下運動に携わる。1990年、リトアニア最高会議によるソヴィエト連邦からの独立回復宣言に署名。リトアニアの独立回復後は祖国同盟に所属。2014年11月4日、死去。享年80。
妻のイレナはタダス・イヴァナウスカス動物学博物館にて勤務。また、6人の子供がいる。